# La Vega (Orense)

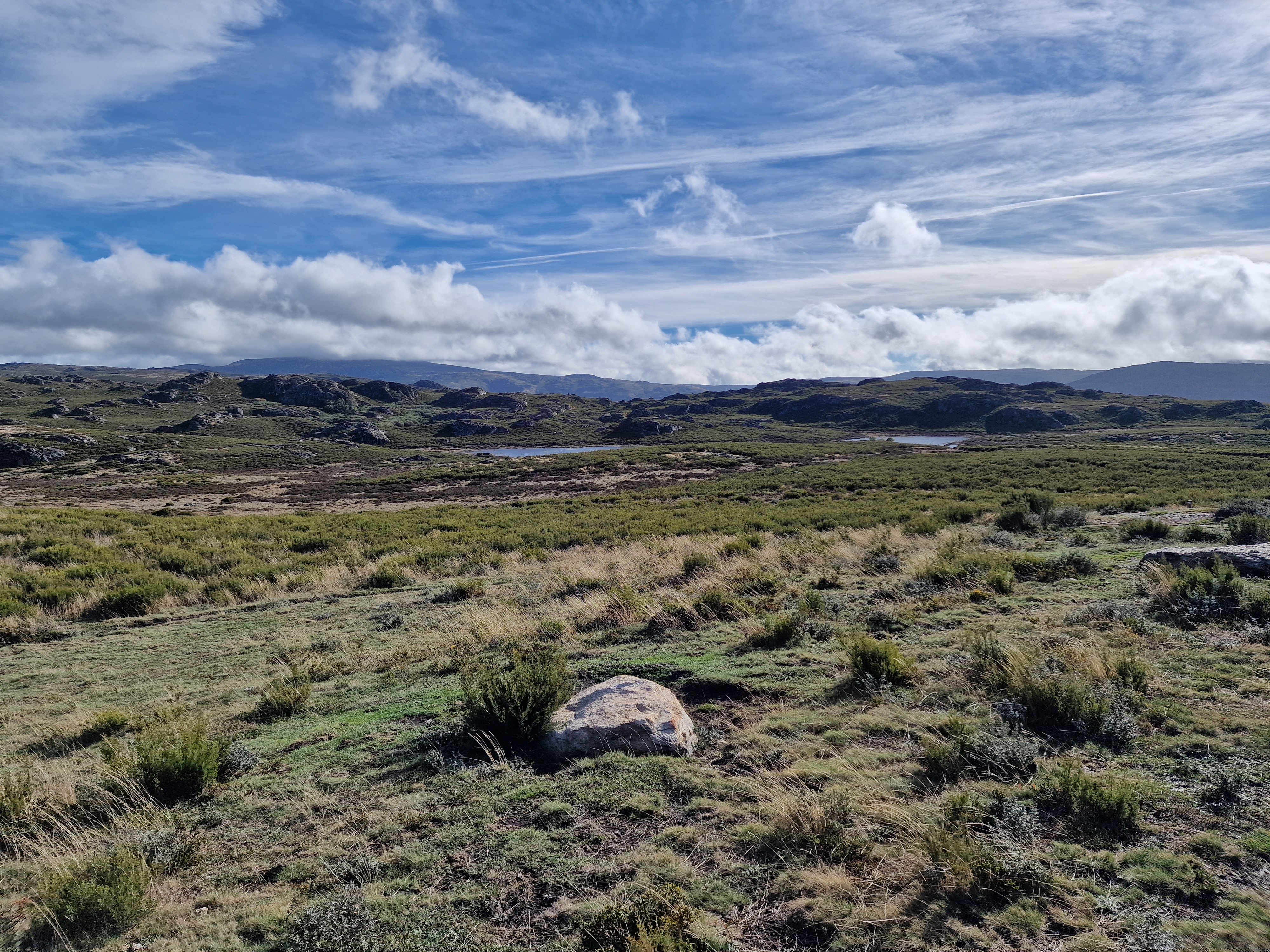
Mirador Estelar "As Tablillas"

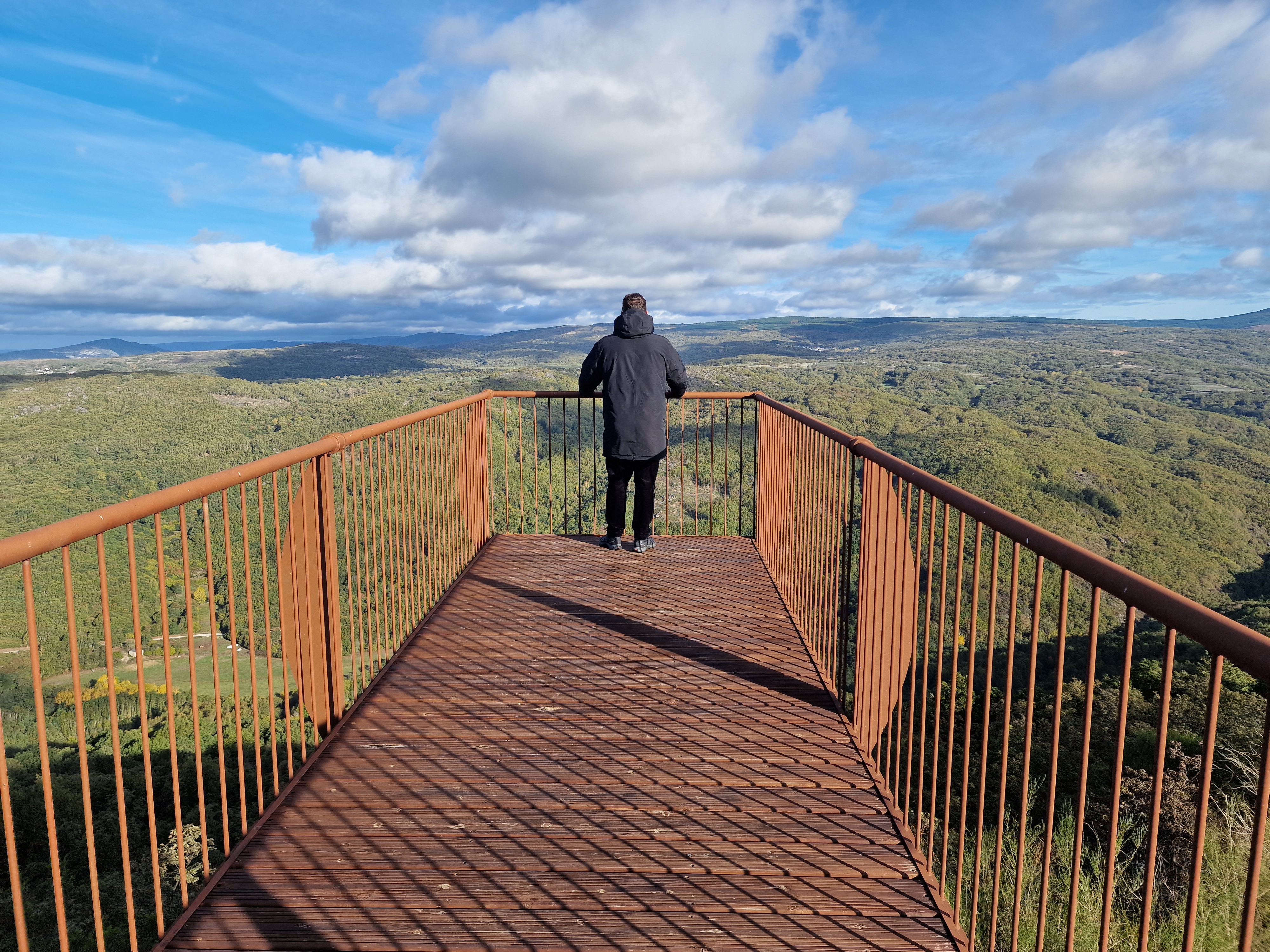
Mirador de Valdín.

La Vega (A Veiga oficialmente y en gallego) es un municipio situado en la comarca de Valdeorras, al este de la provincia de Orense (Galicia, España), de la que es el de mayor extensión.

## Geografía
El municipio pertenece al partido judicial de Barco de Valdeorras, y a la diócesis de Astorga, arciprestazgo de La Vega. Limita al norte con El Barco de Valdeorras, Carballeda de Valdeorras y Petín, al sur con Viana del Bollo, al este con la provincia de Zamora y al oeste con El Bollo.
Es el municipio más extenso de la provincia, con 291 km², y tiene una altitud media de 1024 metros. En el municipio se encuentra la mayor altitud de Galicia: el pico de Peña Trevinca, 2127 metros.
Su geografía se puede dividir en tres zonas diferenciadas:
Las tierras altas, de origen cámbrico y precámbrico, son aquellas situadas a más de 1200 metros sobre el nivel del mar. Destacan la sierra del Eixo (A Chaira, As Minas y Peña Cabrón), las montañas del sureste (Sierra Calva, Alto do Torno, Alto do Turrideiro y el alto da Corraliza) y los Montes de Ramilo.
Las tierras intermedias están compuestas por rocas graníticas hercinianas, de 1000 a 1200 metros sobre el nivel del mar. En ellos se asientan la mayor parte de los núcleos habitados, además de la sierra de San Lourenzo.
Las tierras bajas, con altitudes inferiores a los 1000 metros, coinciden con el cauce del río Jares y la falla que va desde El Barco hasta Quintela de Edroso (Viana del Bollo). La red hidrográfica es abundante, debido a la copiosa pluviometría del municipio.
Los cursos principales son el río de Corzos, el río do Couto, el río Xares, el río da Canda, el río de Meladas, el río Requeixo, el río Maluro, el río da Carruceira y el río Mao, el resto son arroyos con mucha pendiente, muy rápidos y de gran poder erosivo, que dan lugar a estrechos y profundos valles y cascadas.
La temperatura media anual es fresca, no superando los 8 °C. La oscilación térmica es alta, especialmente en terrenos situados a más de 1300 metros. Los inviernos son duros debido a las bajas temperaturas y la presencia de nieve. Las estaciones intermedias son cortas y los veranos cálidos con noches claras y frescas, siendo los meses más cálidos julio y agosto, que alcanzan una media de 15 °C.
La Laguna de la Serpiente está situada a una altitud de 1697 metros, en el macizo de la Peña Trevinca. Tiene un origen glacial, y según cuenta la leyenda, todas las noches de San Juan aparece sobre una roca junto al estanque una hermosa princesa de pelo negro, que el resto del año sigue siendo una serpiente.
El municipio se encuentra en una zona de alta montaña y cuenta con la cumbre más alta de Galicia, Peña Trevinca (2127 metros), así como con el embalse de Prada (encoro de Prada), que aprovecha el curso del río Jares, un afluente del río Bibey, y cuya presa, construida en el año 1958, sumergió el pueblo de Alberguería el 9 de mayo de 1959.

## Geografía humana

### Demografía
Cuenta con una población de 887 habitantes (INE 2024).

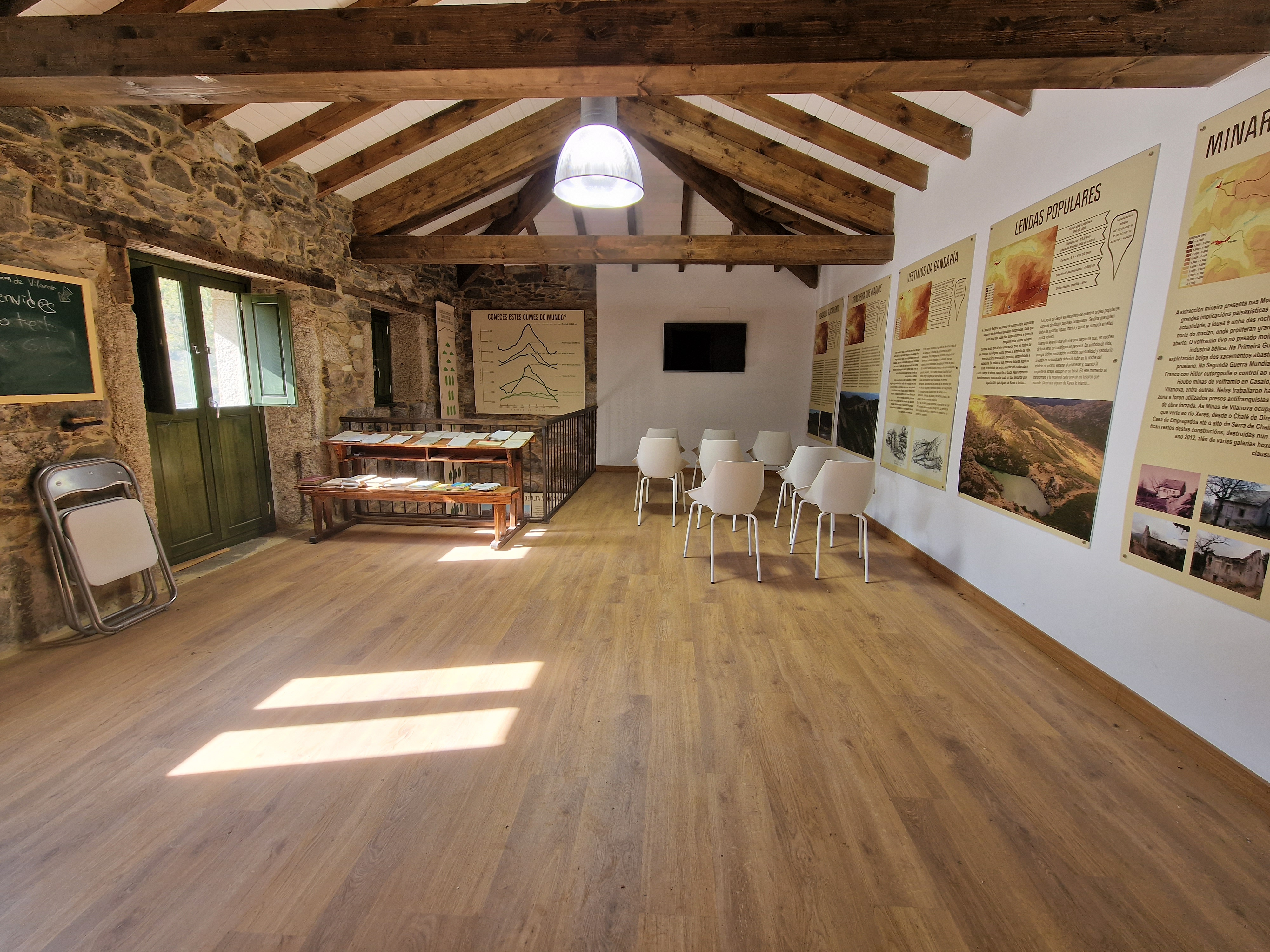
Centro de Visitantes ZEC Pena Trevinca, pueblo de Ponte.

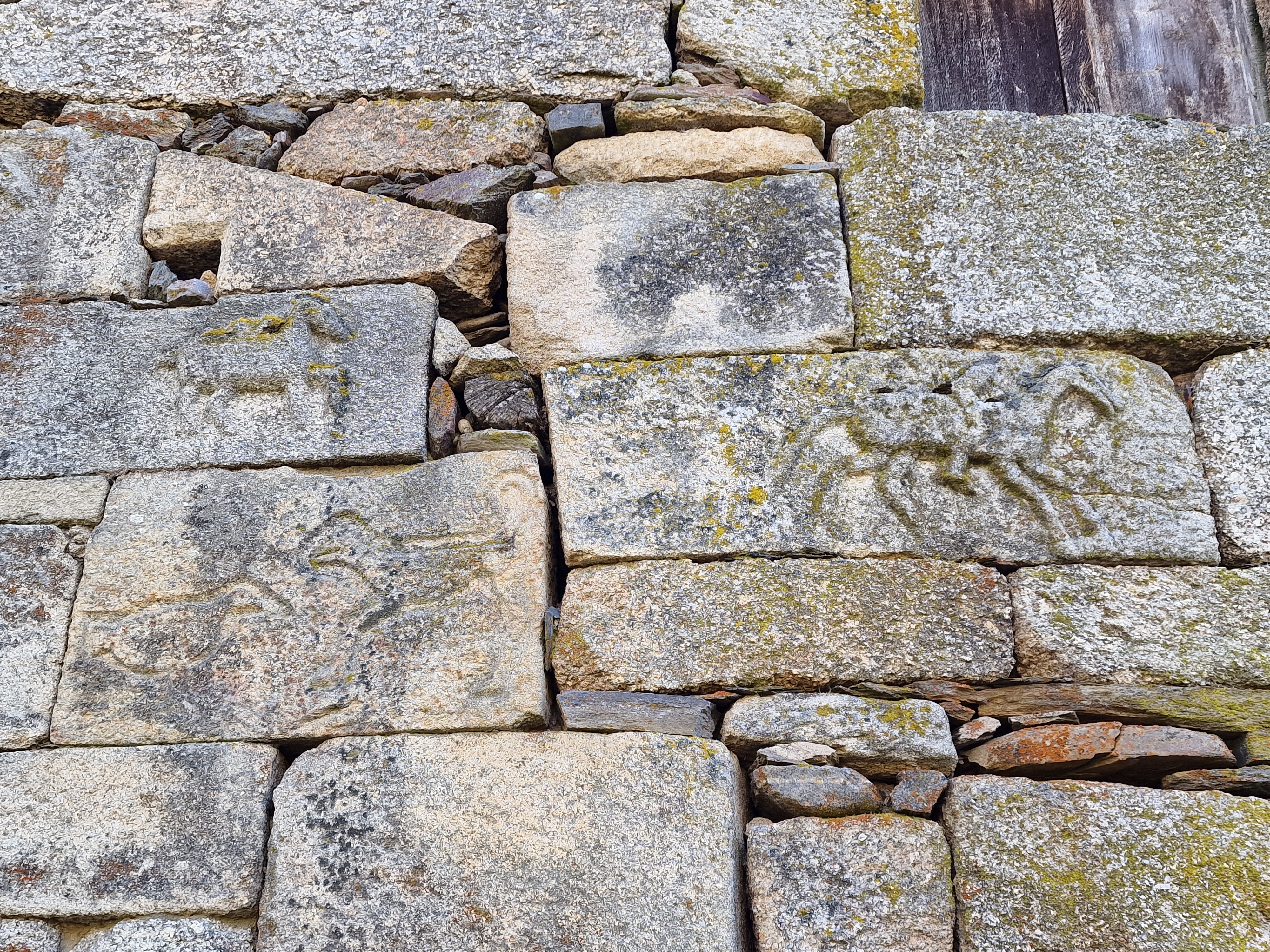
Casa dos Vaqueiros, pueblo de Ponte.

| Gráfica de evolución demográfica de A Veiga entre 1842 y 2021 |
| |
| Población de derecho según los censos de población del INE Población de hecho según los censos de población del INEEn estos censos se denominaba Vega, La: 1842, 1877, 1887, 1897, 1900, 1910, 1920, 1930, 1940, 1950, 1960, 1970 y 1981 En estos censos se denominaba Vega: 1857 y 1860 |

| Evolución de la población de La Vega (Orense) - desde 1900 hasta 2022 -                                                              |      |      |      |      |      |      |      |      |      |      |      |          |
| 1900 | 1930 | 1950 | 1981 | 2004 | 2007 | 2010 | 2011 | 2012 | 2013 | 2020 | 2021 | 2022     |
| 6977 | 6742 | 6357 | 3513 | 1318 | 1106 | 1048 | 1036 | 1000 | 965  |      |      | {{{13}}} |
| Fuentes: INE e IGE (Los criterios de registro censal variaron entre 1900 y 2011, y los datos del INE y del IGE pueden no coincidir.) |      |      |      |      |      |      |      |      |      |      |      |          |

### Organización territorial
El municipio está formado por cincuenta y seis entidades de población distribuidas en veintinueve parroquias:
- Baños (San Félix)[7][10][11]
- Candeda (San Miguel)
- Carracedo (San Miguel)
- Casdenodres (San  Salvador)
- Castromao (Santa María)
- Castromarigo (San Miguel)
- Corejido[8] (San Esteban)[12]
- Corzos (Santiago)
- Curra (San Miguel)
- Edreira[8] (Santa Columba)[7][13][14][9]
- El Puente[8] (Santa María Magdalena)[15]
- Espino[8] (San Vicente)[16]
- Jares[8] (Santa María[7][17]
- Lamalonga (Santa María)
- La Vega[8] (Santa María)[18]
- Meda (Santa María)
- Meijid[8] (Santa María)[19]
- Prada (San Andrés)[7][20][21][9]
- Prado (San Esteban)[7][22][21]
- Pradolongo (San Pedro)
- Requejo[8] (San Andrés)[23]
- Riomao (Santo Tomás)[7][24][25][9]
- San Fiz (Santa Catalina)
- San Lorenzo[7][26][27][8]
- Santa Cristina (San Tirso)
- Seoane (San Juan)[7][28][29]
- Valdín (Santa María)
- Vilaboa (Santa Lucía)
- Villanueva[8] (San Pedro)[30]

## Turismo

### Patrimonio natural

#### Rutas
- PR-G 198, Ruta de Maluro y Peña Trevinca
- PR-G 200, Ruta de las lagunas glaciares de A Serpe y de Ocelo
- PR-G 201, Ruta integral Sierra Calva
- Senda Verde del Jares

#### Playas
- Playa de los Franceses
- Playa del Coiñedo

#### Lagunas
- Laguna de A Serpe
- Lagunas del Xanzanal
- Lagunas de Ocelo
- Lagunas de Laceira e Carrizais
- Lagunas de Piatorta
- Lagunas de Os Patos
- As Laguas
- As Tablillas das Lagoas
- Lagunas da Mallada de Baños
- Laguna de Veiga de Couto
- Laguna del Lumbeiro Malpaso

### Patrimonio etnográfico

#### Vilaboa
- Tear da Ermida

#### Corzos
- Forxa comunal
- Muíño dos Carballos

#### Espino
- Forno do pobo

#### Requejo
- Palleira do Xardín

#### Meijid
- Tear de Camila

#### Edreira
- Muíño e Ponte das Lastras

#### Jares
- Muíño de Benigno

#### Valdín
- Observatorio Astronómico de Trevinca
- Mirador de Valdín